# Gare de Sury-le-Comtal
Gare de Sury-le-Comtal vasútállomás Franciaországban, Sury-le-Comtal településen.

## Vasútvonalak
Az állomást az alábbi vasútvonalak érintik:
- Clermont-Ferrand–Saint-Just-sur-Loire-vasútvonal

## Kapcsolódó állomások
A vasútállomáshoz az alábbi állomások vannak a legközelebb:
- Gare de Saint-Romain-le-Puy
- Gare de Bonson